# Úter
L'úter o matriu és l'òrgan encarregat de la gestació de l'aparell reproductor femení en els mamífers. Està situat entre la vagina i les trompes de Fal·lopi i allotja la blàstula, que s'implanta a l'endometri, iniciant-se així la gestació, que en l'espècie humana dura uns 280 dies.
Una flexió uterina és una inclinació del cos de l'úter respecte al coll uterí (la part inferior i estreta).

## Funció
L'úter és capaç d'acceptar un òvul fertilitzat, o zigot, que s'implanta en l'endometri i que serà nodrit per a poder passar posteriorment a l'estadi d'embrió i poder completar l'etapa de gestació d'un individu. Quan l'úter conté un embrió o fetus és un úter gràvid.

## Morfologia
En els humans té una forma simple piriforme que és la mateixa que en els equins. En altres mamífers adopta formes dobles o bicornuades, com en els gossos. Un dels primers metges que refutà la idea de Galè, basant-se en disseccions en gossos, que l'úter dels humans era bicorne fou Andreas Vesal, tretze segles més tard. L'úter és una estructura de parets gruixudes, amb un epiteli molt vascularitzat, que forma, en ajuntar-se amb les membranes externes de l'embrió, una placenta, a través de la qual la gestant intercanvia substàncies amb el fetus.
L'úter humà és a la pelvis, entre el recte i la bufeta urinària, entapissat pel peritoneu pelvià i fixat pels lligaments amples, rodons i uterosacres. L'úter de la dona adulta no gestant té forma de pera aplanada invertida, d'uns 7 cm a 8 cm de llargada, formada per una part superior triangular, el cos, en els angles superiors del qual desemboquen les trompes de Fal·lopi, i una part inferior i estreta, el coll uterí, l'orifici extern del qual comunica amb la vagina. La irrigació és feta per l'artèria uterina, branca de la hipogàstrica.
El cèrvix o coll uterí és la part inferior i estreta de l'úter, compresa entre el cos i l'orifici. El límit superior del canal del coll de l'úter és l'anell de Bandl, que es marca molt als darrers tres primers mesos d'un embaràs. Les eminències de les parets anterior i posterior de la cavitat del coll uterí presenten una formació anatòmica arborescent coneguda com a arbre de la vida. La part del cèrvix situada dins de la vagina, per la seva forma, es coneix com a morro de tenca o musell de tenca. Al voltant de l'orifici del coll uterí s'hi troben les glàndules de Naboth.